# Kinshasa
Kinshasa, trước đây gọi là Léopoldville (tiếng Pháp) hay Leopoldstadⓘ (tiếng Hà Lan), là thủ đô và thành phố lớn nhất của Cộng hòa Dân chủ Congo, tọa lạc bên sông Congo.
Từng là một khu vực với các làng đánh cá và mua bán, Kinshasa nay là một siêu đô thị với dân số ước tính hơn 11 triệu người. Nó đối diện với Brazzaville, thủ đô của nước láng giềng Cộng hòa Congo cùng với bang Pool, mà có thể nhìn thấy được chỉ bằng việc nhìn sang bên kia sông Congo, khiến chúng trở thành hai thủ đô gần nhau nhất sau Roma và Thành Vatican. Thành phố Kinshasa cũng là một trong 26 tỉnh của Cộng hòa Dân chủ Congo. Vì biên giới hành chính của thành phố-tỉnh này khá rộng hơn, hơn 90% diện tích là nông thôn, khu vực đô thị chỉ chiếm một phần nhỏ nhưng đang mở rộng về phía tây.
Kinshasa là vùng đô thị lớn thứ ba châu Phi sau Cairo và Lagos. Đây cũng là vùng đô thị Francophone (nói tiếng Pháp) lớn nhất thế giới (vượt qua Paris về dân số), với tiếng Pháp là ngôn ngữ của chính phủ, trường học, báo chí, và dịch vụ công cộng tại thành phố, trong khi tiếng Lingala đóng vai trò lingua franca trên đường phố. Kinshasa là nơi tổ chức Hội nghị cấp cao Francophonie lần thứ 14 vào tháng 10 năm 2012.
Cư dân Kinshasa được gọi là Kinois trong tiếng Pháp. Các dân tộc bản địa trong vùng là người Humbu và người Teke.

## Địa lý

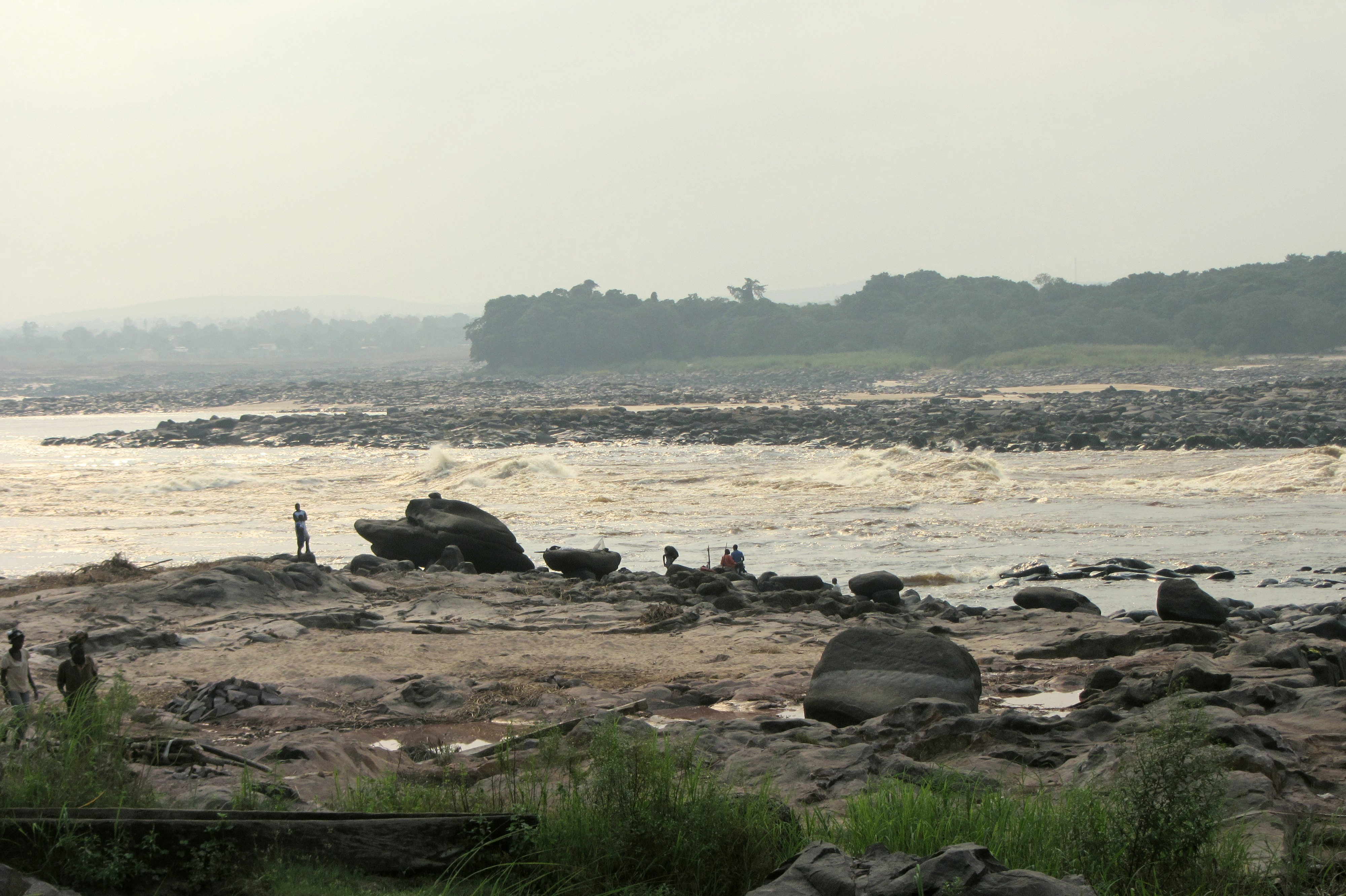
Sông Congo tại commune Ngaliema.

Kinshasa là thành phố của sự tương phản, với nhưng khu vực dân cư và tài chính khang trang, cùng ba trường đại học, kế bên những khu ổ chuột đang lan rộng. Nó nằm cạnh bờ nam của sông Congo, gần Pool Malebo và đối diện trực tiếp với Brazzaville, thủ đô của Cộng hòa Congo. Sông Congo là con sông dài nhất châu Phi sau sông Nin, và có lưu lượng lớn nhất. Nó cung cấp một tuyến đường thủy vận tải cho hầu hết bồn địa Congo, nhờ việc có thể đi thuyền từ Kinshasa đến Kisangani. Con sông này là một nguồn thủy điện quan trọng, với tiềm năng sản sinh điện cho khoảng một nửa dân số cư châu Phi.
Phần cổ hơn và thịnh vượng hơn của thành phố (ville basse) tọa lạc trên vùng đất bằng phẳng giàu phù sa và đất sét cạnh sông Congo, còn những phần mới hơn nằm trên những quả đồi đất đỏ bị xói mòn xung quanh.
Quy hoạch đô thị tại Kinshasa thời độc lập chưa triệt để. Mission Française d'Urbanisme viết ra một vài dự án vào thập niên 1960 về nới rộng hệ thống giao thông nhưng đã không lường trước tăng trưởng dân số đáng kể của thành phố. Do vậy, đa số công trình đô thị phát triển mà không theo một kế hoạch chung. Theo UN-Habitat, thành phố mở rộng 8 km² mỗi năm. UN-Habitat cũng mô tả nhiều khu nhà mới là ổ chuột, xây dựng trong điều kiện không an toàn với cơ sở hạ tầng thiếu thốn.

### Phân cấp hành chính
Kinshasa vừa là một thành phố (ville trong tiếng Pháp) vừa là một tỉnh (province trong tiếng Pháp), một trong 26 tỉnh của Cộng hòa Dân chủ Congo. Địa vị của nó tương tự Paris (mà vừa là thành phố vừa là một trong 101 tỉnh của Pháp). Ville-province Kinshasa được chia thành bốn quận và 24 commune. Maluku, commune nông thôn cạnh vùng đô thị, chiếm đến 79% trong 9.965 km² tổng diện tích của ville-province, nhưng dân số chỉ khoảng 200.000 người.
| - Quận Funa - Bandalungwa - Bumbu - Kalamu - Kasa-Vubu - Makala - Ngiri-Ngiri - Selembao | - Quận Lukunga - Barumbu - Gombe - Kinshasa - Kintambo - Lingwala - Mont Ngafula - Ngaliema | - Quận Mont Amba - Kisenso - Lemba - Limete - Matete - Ngaba | - Quận Tshangu - Kimbanseke - Maluku - Masina - Ndjili (N'Djili) - Nsele (N'Sele) |

| \| Bản đồ 24 commune của Kinshasa \| |                  |
| Brazzaville Sông Congo Pool Malebo Vịnh Ngaliema Gombe Barumbu Kin. Ling. K.-V. Ng.-Ng. Kal. Banda- lungwa Kintambo Ngaliema Selembao Bumbu Makala Ngaba Lemba Limete Matete Kisenso Masina Ndjili Kimbanseke Nsele Mont Ngafula Nsele Maluku |                  |
| Viết tắt: Kal. (Kalamu), Kin. (Kinshasa), K.-V. (Kasa-Vubu), Ling. (Lingwala), Ng.-Ng. (Ngiri-Ngiri) |                  |
| Bản đồ 24 commune của Kinshasa | Flag of Kinshasa |